# 七夕夜想曲
『七夕夜想曲〜村下孝蔵最高選曲集 其の壱』（たなばたやそうきょく むらしたこうぞうさいこうせんきょくしゅう そのいち）は、2005年6月22日に発売された村下孝蔵の7回忌特別企画ベスト・アルバム。

## 収録曲
全作詞・作曲：村下孝蔵（特記以外）

### Disc 1
1. 月あかり
2. 春雨
3. 帰郷
4. ゆうこ
5. 初恋
6. 踊り子
7. 少女
8. 夢のつづき
9. かざぐるま
10. ねがい
11. 陽だまり
12. 哀愁物語 〜哀愁にさようなら〜
13. 風のたより
14. ソネット
15. アキナ
16. この国に生まれてよかった
17. 一粒の砂

### Disc2
1. ロマンスカー
2. つれてって
3. 16才
4. 同窓会
5. ひとりぼっち雨の中
6. 雪が降る日に （ライブ）
  - 作詞：伊勢正三、作曲：南こうせつ
7. 氷の世界 （ライブ）
  - 作詞・作曲：井上陽水
8. 影を慕いて （ライブ）
  - 作詞・作曲：古賀政男
9. 22才の別れ （ライブ）
  - 作詞・作曲：伊勢正三
10. 夜行列車